# Финниган, Фрэнк
Фрэнк Альберт Кларенс Финниган (англ. Frank Albert Clarence Finnigan; 9 июля 1903 — 25 декабря 1991) — канадский хоккеист, двукратный обладатель Кубка Стэнли (1927, 1932). Выступал за команды «Оттава Сенаторз», «Сент-Луис Иглз» и «Торонто Мейпл Лифс». Всего в НХЛ и Кубке Стэнли провел 591 матч, забил 121 гол и сделал 97 передач. Он носил номер 8, и этот номер команда «Оттава Сенаторз» оставила за ним навечно.

## Биография
Фрэнк Финниган родился в 1903 году в городке Шовилль (провинция Квебек) в 75 километрах от Оттавы. С 1921 года Финниган выступал в оттавских городских любительских хоккейных лигах и в 1924 году был приглашён в профессиональный клуб НХЛ «Оттава Сенаторз»; сумма первого контракта составляла 1800 долларов за сезон. В клубе, выигравшем три из четырёх последних Кубков Стэнли, среди будущих членов Зала хоккейной славы, Фрэнк первое время оставался на заднем плане, выходя только на замены в случае травм основных игроков. Именно в этом качестве он играл до сезона 1926-27 годов. Получив, наконец, место в основном составе, Финниган забросил 15 шайб за 36 игр регулярного сезона, добавив ещё три в серии плей-офф, и завоевал с командой свой первый Кубок Стэнли. В следующем сезоне он стал девятым в НХЛ по результативности.
После биржевого краха 1929 года «Оттава Сенаторз», чтобы удержаться на плаву, распродали часть своих звёзд, но Финниган остался в команде, проведя свой лучший в статистическом отношении год: за сезон 1929-30 годов он забросил 21 шайбу и сделал 15 результативных передач. Однако уже в следующем году общий уровень команды оказался настолько низким, что это отрицательно сказалось и на показателях самого Финнигана.
Ввиду ухудшающегося финансового положения «Сенаторы» попросили у руководства НХЛ возможность не участвовать в сезоне 1931-32 годов. Игроки команды разошлись по другим клубам, и Финниган оказался в «Торонто Мейпл Лифс». Финниган играл во второй тройке нападения и регулярно выходил на лёд в меньшинстве, не менее успешно работая в обороне. В итоге он завоевал с торонтской командой свой второй Кубок Стэнли. Следующие два года он провёл в Оттаве, но его клуб по-прежнему не блистал; не помогла и попытка перебазировать команду в Сент-Луис: новоиспечённые «Сент-Луис Иглз», не справившись с финансовыми затруднениями, начали распродавать игроков ещё до конца регулярного сезона 1934-35 годов, и Финниган во второй раз за четыре года попал в Торонто. В этой команде он и закончил через два года профессиональную игровую карьеру, успев ещё дважды побывать с ней в финале Кубка Стэнли.
В дальнейшем, после начала мировой войны, Финниган провёл несколько сезонов в любительских лигах Оттавы и Торонто, выступая в частности, за команды ВВС Канады, после чего вернулся в Шовилль, где до 1980 года управлял гостиницей «Кларендон». В середине века он страдал от алкоголизма, но сумел справиться и вернуться к нормальной жизни. Позже он принял самое деятельное участие в кампании по возвращению своего прежнего клуба, «Оттава Сенаторз», в НХЛ, где тот отсутствовал с 1930-х годов. Когда было принято решение о возвращении в Оттаву команды НХЛ в 1992 году, именно Финнигану было доверено право ввести первую шайбу в первой домашней игре возрождённых «Сенаторз», но этому не суждено было случиться: Фрэнк скончался на Рождество 1991 года.

## Стиль игры
Несмотря на небольшой рост, Финниган обладал очень крепким телосложением; до профессиональной хоккейной карьеры он чинил телефонную связь в Оттаве. Его практически невозможно было сбить с ног. При этом его катание отличала исключительная точность: член Хоккейного зала славы Кинг Клэнси, назвавший Финнигана одним из лучших правых нападающих в истории, утверждал, что Фрэнк мог прокатиться не отклоняясь вдоль натянутой верёвки и обратно. Другой член Хоккейного зала славы, знаменитый тренер Дик Ирвин, говорил, что если бы его команда состояла из Фрэнков Финниганов, он бы не знал поражений.

## Статистика выступлений
|                |                       |                |     | Регулярный сезон | Регулярный сезон | Регулярный сезон | Регулярный сезон | Регулярный сезон |    | Плей-офф | Плей-офф | Плей-офф | Плей-офф | Плей-офф |
| Сезон          | Клуб                  | Лига           | И   | Г                | П                | О                | PIM              | И                | Г  | П        | О        | PIM      |          |          |
| 1921/22        | Оттавский университет | ОГХЛ           | 5   | 1                | 3                | 4                | 0                |                  |    |          |          |          |          |          |
| 1922/23        | Оттавский университет | ОГХЛ           | 9   | 7                | 5                | 12               | 0                |                  |    |          |          |          |          |          |
| 1923/24        | Оттава Монтаньярдс    | ОГХЛ           | 10  | 4                | 1                | 5                |                  | 2                | 0  | 0        | 0        |          |          |          |
| 1923/24        | Оттава Сенаторз       | НХЛ            | 2   | 0                | 0                | 0                | 0                | 2                | 0  | 0        | 0        | 2        |          |          |
| 1924/25        | Оттава Сенаторз       | НХЛ            | 29  | 0                | 0                | 0                | 22               |                  |    |          |          |          |          |          |
| 1925/26        | Оттава Сенаторз       | НХЛ            | 36  | 2                | 0                | 2                | 24               | 2                | 0  | 0        | 0        | 0        |          |          |
| 1926/27        | Оттава Сенаторз       | НХЛ            | 36  | 15               | 1                | 16               | 52               | 6                | 3  | 0        | 3        | 0        |          |          |
| 1927/28        | Оттава Сенаторз       | НХЛ            | 38  | 20               | 5                | 25               | 34               | 2                | 0  | 1        | 1        | 6        |          |          |
| 1928/29        | Оттава Сенаторз       | НХЛ            | 44  | 15               | 4                | 19               | 71               |                  |    |          |          |          |          |          |
| 1929/30        | Оттава Сенаторз       | НХЛ            | 43  | 21               | 15               | 36               | 46               | 1                | 0  | 0        | 0        | 4        |          |          |
| 1930/31        | Оттава Сенаторз       | НХЛ            | 44  | 9                | 8                | 17               | 40               |                  |    |          |          |          |          |          |
| 1931/32        | Торонто Мейпл Лифс    | НХЛ            | 47  | 8                | 13               | 21               | 45               | 7                | 2  | 3        | 5        | 8        |          |          |
| 1932/33        | Оттава Сенаторз       | НХЛ            | 45  | 4                | 14               | 18               | 37               |                  |    |          |          |          |          |          |
| 1933/34        | Оттава Сенаторз       | НХЛ            | 44  | 10               | 10               | 20               | 10               |                  |    |          |          |          |          |          |
| 1934/35        | Сент-Луис Иглз        | НХЛ            | 34  | 5                | 5                | 10               | 10               |                  |    |          |          |          |          |          |
| 1934/35        | Торонто Мейпл Лифс    | НХЛ            | 11  | 2                | 0                | 2                | 2                | 7                | 1  | 2        | 3        | 2        |          |          |
| 1935/36        | Торонто Мейпл Лифс    | НХЛ            | 48  | 2                | 6                | 8                | 10               | 9                | 0  | 3        | 3        | 0        |          |          |
| 1936/37        | Торонто Мейпл Лифс    | НХЛ            | 48  | 2                | 7                | 9                | 4                | 2                | 0  | 0        | 0        | 0        |          |          |
| --             | --                    | --             | --  | --               | --               | --               | --               | --               | -- | --       | --       | --       | --       | --       |
| 1939/40        | Оттава РКАФ Флайерз   | ОГХЛ           | 4   | 0                | 2                | 2                | 3                |                  |    |          |          |          |          |          |
| 1940/41        | Торонто РКАФ          | УВХЛ           | 48  | 2                | 7                | 9                | 4                | 3                | 1  | 0        | 1        | 0        |          |          |
| --             | --                    | --             | --  | --               | --               | --               | --               | --               | -- | --       | --       | --       | --       | --       |
| 1944/45        | Оттава Депо 17        | ОГХЛ           | 13  | 1                | 2                | 3                | 9                |                  |    |          |          |          |          |          |
| НХЛ за карьеру | НХЛ за карьеру        | НХЛ за карьеру | 553 | 115              | 88               | 203              | 407              | 38               | 6  | 9        | 15       | 22       |          |          |
| -------------- | --------------------- | -------------- | --- | ---------------- | ---------------- | ---------------- | ---------------- | ---------------- | -- | -------- | -------- | -------- | -------- | -------- |

## Память
«Оттава Сенаторз» навечно закрепили за Фрэнком Финниганом номер 8, под которым он выступал за команду в 20-е годы. Имя Финнигана носят улица перед главным входом в основной ледовый дворец Оттавы — «Канадиен Тайер Центр» — и ресторан, расположенный в этом комплексе. Дочь Фрэнка, Джоан Финниган, писательница и драматург, лауреат премии Канадской кинопремии за лучший сценарий, впоследствии посвятила ему главу в своей книге об «Оттава Сенаторз».